# Damascenerspets
Damascenerspets, spetstyp som upptsod i mitten av 1800-talet och bestod av knypplade honitonmotiv och band.
Spetstypen tillverkades både professionellt och av amatörer. Tillverkningen gick till som så att motiv och band tråcklades upp på ett fast underlag på vilket mönstret till den färdiga spetsen var uppritat. Sedan sammanfogade man motiven med tränsade stygn och spindlar. Till skillnad från de mer vanliga point lace spetsarna så använde man här inte sydda spetsbottnar.
Denna typ av spetsar var särskilt populära i England.